# Uomo di Mungo
L'Uomo di Mungo (o LM3) è lo scheletro fossile di un ominide della specie Homo sapiens del continente australiano, vissuto 40.000 anni fa durante il Pleistocene, scoperto nel 1974 da Jim Bowler vicino a quello che era l'antico Lago Mungo nel Nuovo Galles del Sud in Australia .

## Descrizione
Ad oggi i più antichi resti d'un uomo moderno (Homo sapiens) trovati in Australia e fuori dall'Africa, che ha rimesso in discussione la teoria che ipotizza una comune discendenza africana di tutti gli uomini moderni (la cosiddetta ipotesi dell'"Out of Africa") a sostegno invece di quella Multiregionale.

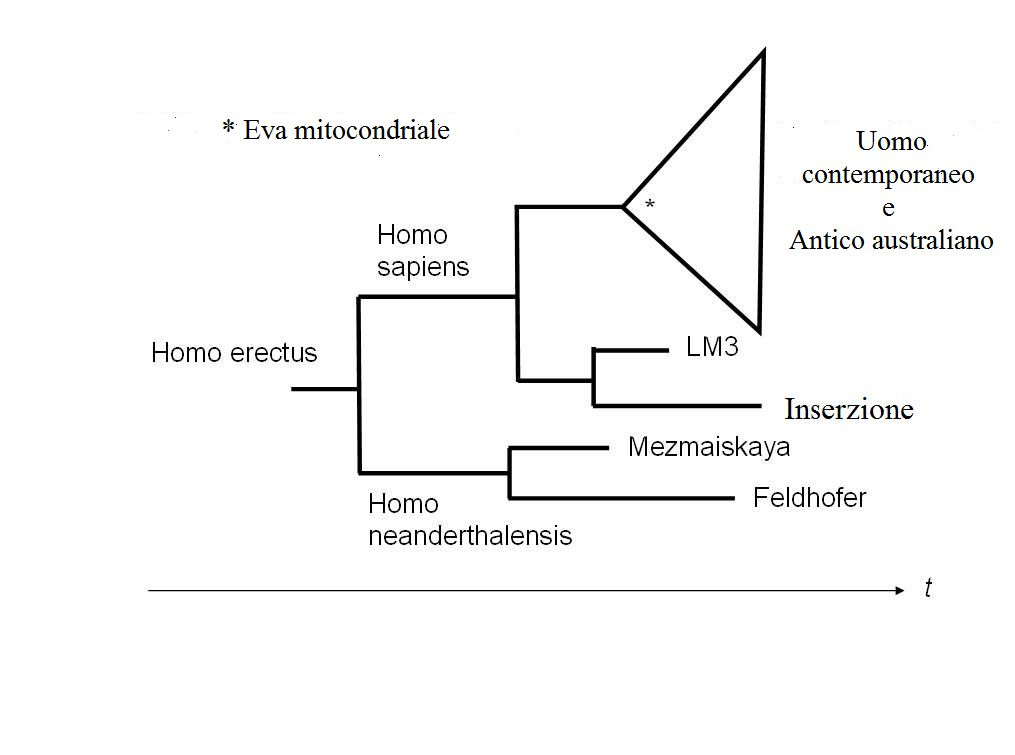
Albero filogenetico dell'Uomo di Mungo

Nel 2001 un gruppo di scienziati dell'"Australian National University", analizzò il DNA mitocondriale estratto da frammenti di ossa dello scheletro dell'Uomo di Mungo e, confrontato con altre sequenze antiche e moderne, risultò essere il più divergente e antico lignaggio estratto da un uomo moderno. mtDNA ora estinto ma che sopravvive come inserzione nel cromosoma 11 del DNA nucleare molto diffuso specie tra le popolazioni euroasiatiche attuali. Scoperta che confermerebbe l'esistenza, nel passato, di diverse discendenze mitocondriali di moderni Homo sapiens non di origine africana.